# Campeonato Nacional de Futebol Feminino 2018–19
O Campeonato Nacional de Futebol Feminino de 2018–19, também conhecido como Liga BPI por motivos de patrocínio, foi a 34.ª edição da liga de futebol feminino de maior escalão em Portugal. A competição, organizada pela Federação Portuguesa de Futebol, será disputada por 12 equipas.
O Marítimo e o Ovarense subiram ao principal escalão após terminarem o Campeonato de Promoção Feminino de 2017–18 em 1.º e 2.º respectivamente. O Clube Atlético Ouriense foi convidado a participar na competição após desistência do Ferreirense FC.
O Sporting Clube de Braga conquistou o título nacional de futebol feminino pela primeira vez, apurando-se para Liga dos Campeões de Futebol Feminino da UEFA.

## Participantes
| Equipa         | Cidade             | Estádio                                           | Capacidade |
| -------------- | ------------------ | ------------------------------------------------- | ---------- |
| A-dos-Francos  | Caldas da Rainha   | Estádio Municipal Quinta Boneca                   | 2,000      |
| Albergaria     | Albergaria-a-Velha | Estádio Municipal António Augusto Martins Pereira | 1.000      |
| CF Benfica     | Lisboa             | Estádio Francisco Lázaro                          | 1.500      |
| Boavista       | Porto              | Campo de Treinos do Estádio do Bessa Século XXI   | 1.000      |
| Braga          | Braga              | Estádio 1.º de Maio                               | 28.000     |
| Estoril Praia  | Estoril            | Centro Treino Formação Desportiva                 | 300        |
| Ouriense       | Ourém              | Estádio Campo da Caridade                         | 260        |
| Marítimo       | Funchal            | Campo Complexo Desportivo C.F. Andorinha          | 500        |
| Ovarense       | Ovar               | Estádio Marques Silva                             | 3,200      |
| Sporting CP    | Lisboa             | Estádio Aurélio Pereira                           | 1.180      |
| Sporting CP    | Lisboa             | Estádio José Alvalade                             | 50.095     |
| Valadares Gaia | Vila Nova de Gaia  | Complexo Desportivo de Valadares                  | 750        |
| Vilaverdense   | Vila Verde         | Estádio Municipal de Vila Verde                   | 5.000      |

## Número de equipas por Associação de Futebol
|   | Associação de Futebol | Número de equipas | Equipas                                |
| - | --------------------- | ----------------- | -------------------------------------- |
| 1 | AF Lisboa             | 3                 | Sporting CP, CF Benfica, Estoril Praia |
| 2 | AF Aveiro             | 2                 | Ovarense, Albergaria                   |
| 3 | AF Porto              | 2                 | Boavista, Valadares                    |
| 4 | AF Braga              | 2                 | Braga, VIlaverdense                    |
| 5 | AF Leiria             | 1                 | GDC A-dos-Francos                      |
| 5 | AF Madeira            | 1                 | Marítimo                               |
| 5 | AF Santarém           | 1                 | Atlético Ouriense                      |

## Tabela classificativa
| Pos | Equipe           | Pts | J  | V  | E | D  | GP  | GC | SG   | Classificação ou descenso                               |
| --- | ---------------- | --- | -- | -- | - | -- | --- | -- | ---- | ------------------------------------------------------- |
| 1   | Braga (C)        | 62  | 22 | 20 | 2 | 0  | 108 | 6  | +102 | Qualificação para a Fase de Grupos da Liga dos Campeões |
| 2   | Sporting CP      | 59  | 22 | 19 | 2 | 1  | 76  | 4  | +72  |                                                         |
| 3   | Benfica          | 47  | 22 | 15 | 2 | 5  | 46  | 23 | +23  |                                                         |
| 4   | Estoril          | 39  | 22 | 12 | 3 | 7  | 55  | 38 | +17  |                                                         |
| 5   | Albergaria       | 35  | 22 | 10 | 5 | 7  | 31  | 33 | −2   |                                                         |
| 6   | Marítimo         | 29  | 22 | 8  | 5 | 9  | 35  | 40 | −5   |                                                         |
| 7   | Ouriense         | 26  | 22 | 8  | 2 | 12 | 34  | 51 | −17  |                                                         |
| 8   | Valadares Gaia   | 29  | 22 | 8  | 5 | 9  | 42  | 39 | +3   |                                                         |
| 9   | A-dos-Francos    | 22  | 22 | 7  | 1 | 14 | 24  | 54 | −30  |                                                         |
| 10  | Ovarense         | 14  | 22 | 4  | 2 | 16 | 29  | 60 | −31  |                                                         |
| 11  | Vilaverdense (R) | 11  | 22 | 3  | 2 | 17 | 8   | 73 | −65  | Relegação ao Campeonato Nacional de Promoção Feminino   |
| 12  | Boavista (R)     | 6   | 22 | 1  | 3 | 18 | 17  | 84 | −67  | Relegação ao Campeonato Nacional de Promoção Feminino   |

### Resultados
| Mandante \ Visitante | ADF | OUR | BOA | BRA | ALB | EST | BEN | MAR | OVA | SCP | VAL  | VIL  |
| -------------------- | --- | --- | --- | --- | --- | --- | --- | --- | --- | --- | ---- | ---- |
| A-dos-Francos        | —   | 1–2 | 2–3 | 1–6 | 0–2 | 1–7 | 1–3 | 0–1 | 3–0 | 0–4 | 0–0  | 3–0  |
| Atlético Ouriense    | 1–3 | —   | 4–2 | 0–6 | 1–1 | 0–1 | 0–4 | 1–4 | 1–2 | 0–6 | 2–0  | 5–0  |
| Boavista             | 1–2 | 1–6 | —   | 0–8 | 0–2 | 1–4 | 1–4 | 0–3 | 2–4 | 0–2 | 2–2  | 1–2  |
| Braga                | 4–0 | 5–1 | 9–0 | —   | 9–0 | 1–1 | 3–0 | 7–0 | 4–0 | 0–0 | 10–1 | 7–0  |
| Clube de Albergaria  | 3–0 | 0–1 | 0–0 | 0–5 | —   | 1–1 | 1–2 | 4–1 | 3–2 | 0–2 | 0–3  | 2–0  |
| Estoril              | 3–0 | 3–2 | 7–0 | 0–6 | 0–2 | —   | 0–1 | 3–1 | 4–3 | 0–1 | 3–8  | 5–0  |
| Futebol Benfica      | 3–1 | 2–1 | 0–0 | 0–1 | 0–1 | 4–2 | —   | 1–0 | 2–1 | 0–1 | 2–1  | 3–0  |
| Marítimo             | 1–0 | 2–2 | 6–1 | 1–4 | 2–2 | 0–1 | 3–4 | —   | 2–2 | 1–1 | 3–0  | 1–2  |
| Ovarense             | 1–2 | 0–1 | 1–0 | 1–4 | 2–4 | 0–0 | 2–6 | 2–3 | —   | 0–6 | 1–2  | 5–0  |
| Sporting CP          | 8–0 | 3–0 | 3–0 | 0–2 | 1–0 | 3–0 | 2–1 | 4–0 | 7–0 | —   | 2–0  | 11–0 |
| Valadares Gaia       | 0–1 | 4–1 | 8–0 | 0–2 | 1–0 | 3–6 | 1–1 | 3–0 | 3–0 | 0–2 | —    | 0–0  |
| Vilaverdense         | 1–3 | 1–2 | 1–1 | 0–5 | 0–2 | 0–4 | 0–3 | 0–1 | 1–0 | 0–7 | 0–2  | —    |

## Campeão
| Liga BPI de 2018–19 |
| ------------------- |
| SC Braga 1.º Título |